# 山田由香
山田 由香（やまだ ゆか、1968年3月16日 - ）は、日本の脚本家。東京都生まれ。カリタス女子中学校・高等学校、立教大学卒業。4年間の百貨店勤務を経て脚本家となる。

## 参加作品

### テレビアニメ

#### シリーズ構成
2005年
- タイドライン・ブルー

2008年
- ネオ アンジェリーク Abyss
- ネオ アンジェリーク Abyss -Second Age-

2009年
- うみものがたり 〜あなたがいてくれたコト〜

2010年
- ひめチェン!おとぎちっくアイドル リルぷりっ

2015年
- 戦国無双（TVシリーズ）
- 探偵チームKZ事件ノート

2017年
- 小林さんちのメイドラゴン

2018年
- あっくんとカノジョ

2019年
- 私に天使が舞い降りた!

2020年
- 恋する小惑星
- トミカ絆合体 アースグランナー

2021年
- 小林さんちのメイドラゴンS

2022年
- スローループ
- 東京ミュウミュウ にゅ〜♡

2023年
- 神達に拾われた男2
- 白聖女と黒牧師
- レベル1だけどユニークスキルで最強です

2024年
- 星降る王国のニナ

2026年
- 時々ボソッとロシア語でデレる隣のアーリャさん（Season2）

#### 脚本
シリーズ構成担当作を除く。
2002年
- パタパタ飛行船の冒険

2003年
- おじゃる丸（4月8日放送の第6シリーズ第2話、通産第452話の「オカメうんざり」より）
- 無人惑星サヴァイヴ（ - 2004年）

2004年
- レジェンズ 甦る竜王伝説（ - 2005年）

2005年
- サザエさん（10月23日放送の作品№5634「マスオ秋をさがす」が初めての脚本）
- モリゾーとキッコロ
- 涼風
- ぺとぺとさん
- アニマル横町（-2006年）
- Canvas2 〜虹色のスケッチ〜（ - 2006年）
- 蟲師（-2006年）

2006年
- ガラスの艦隊
- 彩雲国物語（ - 2008年）
- ひまわりっ!
- 働きマン
- 僕等がいた
- まもって!ロリポップ
- 金色のコルダ〜primo passo〜（ - 2007年）
- 護くんに女神の祝福を!（ - 2007年）

2007年
- ひまわりっ!!
- Saint October
- ZOMBIE-LOAN
- ルパン三世 霧のエリューシヴ
- 遙かなる時空の中で3 紅の月
- レンタルマギカ（ - 2008年）

2008年
- 我が家のお稲荷さま。
- モノクローム・ファクター
- 黒執事

2009年
- チーズスイートホーム あたらしいおうち
- こばと。
- ミラクル☆トレイン〜大江戸線へようこそ〜

2010年
- 伝説の勇者の伝説
- バトルスピリッツ ブレイヴ

2011年
- まよチキ!
- バトルスピリッツ 覇王
- たまゆら〜hitotose〜
- ベン・トー

2012年
- スマイルプリキュア!
- 超訳百人一首 うた恋い。
- バトルスピリッツ ソードアイズ

2013年
- アイカツ!
- 踊り子クリノッペ
- たまゆら〜もあぐれっしぶ〜
- のんのんびより

2014年
- 戦国無双SP 真田の章
- 妖怪ウォッチ（ - 2018年）
- アオハライド

2016年
- 無彩限のファントム・ワールド
- SUPER LOVERS
- NEW GAME!
- ドリフェス!

2017年
- NEW GAME!!
- TSUKIPRO THE ANIMATION
- クラシカロイド

2018年
- 妖怪ウォッチ シャドウサイド
- すのはら荘の管理人さん
- 火ノ丸相撲（ - 2019年）

2019年
- 妖怪ウォッチ!
- スター☆トゥインクルプリキュア

2021年
- 弱キャラ友崎くん
- マジカパーティ
- 白い砂のアクアトープ
- 先輩がうざい後輩の話

2022年
- 佐々木と宮野
- 可愛いだけじゃない式守さん
- このヒーラー、めんどくさい

2024年
- ただいま、おかえり
- 声優ラジオのウラオモテ
- 時々ボソッとロシア語でデレる隣のアーリャさん

2025年
- キミとアイドルプリキュア♪
- 宇宙人ムームー

### 劇場アニメ
- 劇場版 遙かなる時空の中で 舞一夜（2006年）
- 劇場版“文学少女”（2010年、構成・脚本）
- 小林さんちのメイドラゴン さみしがりやの竜（2025年、脚本[12]）

### OVA
- “文学少女”今日のおやつ 〜はつ恋〜（2009年、シリーズ構成）
- “文学少女”メモワール（2010年、シリーズ構成・脚本）
- たまゆら〜卒業写真〜（2015年、脚本）

### Webアニメ
- 終末のワルキューレII（2023年、シリーズ構成）

### ドラマCD
- “文学少女”と死にたがりの道化 （2009年、構成・脚本）
- “文学少女”と飢え渇く幽霊（2010年、構成・脚本）

### ゲーム
- Happy☆Magic! 〜ハピ☆マジ!〜（2010年、シナリオ）